# Brahim Asloum
Pour les articles homonymes, voir Asloum.
Brahim Asloum est un boxeur et acteur français d'origine algérienne né le 31 janvier 1979 à Bourgoin-Jallieu (Isère).
Il est champion olympique à Sydney en 2000 et champion du monde WBA en décembre 2007. Il annonce sa retraite sportive le 6 septembre 2009, faute de pouvoir trouver un diffuseur à son prochain combat. Il débute comme acteur au cinéma en 2013, dans un film sur la vie du boxeur Young Perez.

## Biographie

### Famille et enfance
Brahim Asloum grandit à Champfleuri. Il est le quatrième enfant d'une famille qui en compte dix (8 garçons et 2 filles),. Sa famille est originaire de Bou-Saâda en Algérie. En 1993, à l'âge de 14 ans, Brahim Asloum s'inscrit au Ring Berjallien (club de boxe de Bourgoin-Jallieu) après avoir assisté à un gala qui fut pour lui la révélation.

### Vie privée
Brahim Asloum a entretenu une relation avec la joueuse de tennis française Clothilde de Bernardi. Le 8 juillet 2019, il épouse Justine Pouget. Leur fils Joseph-Ali naît le 15 septembre 2019.

## Carrière sportive

### Parcours amateur
Il obtient la médaille d'or (catégorie mi-mouches) en battant en finale l'espagnol Rafael Lozano aux Jeux olympiques de Sydney en 2000. C'est la première médaille d'or française en boxe anglaise depuis les JO de Berlin en 1936 avec les titres de Roger Michelot en mi-lourds et de Jean Despeaux en poids moyens.

### Parcours professionnel
Champion olympique à Sydney en 2000, il passe professionnel en janvier 2001. Après avoir été champion de France en 2002, il décroche le titre européen des mouches le 14 novembre 2003 en battant l'espagnol Jose Lopez Bueno, et conservera ce titre en rebattant ce même Bueno le 14 mars 2005 au Palais des Sports de Paris. Cependant, il s'incline très largement aux points contre le vénézuélien Lorenzo Parra pour le compte du championnat du monde WBA des poids mouches le 5 décembre 2005 à Paris-Bercy et il s'incline à nouveau largement aux points contre l'argentin Omar Andrés Narváez pour le compte du championnat du monde WBO le 10 mars 2007 au Cannet, Côte d'Azur. Ces deux combats l'ont montré bien trop tendre et trop peu actif pour inquiéter des champions confirmés comme Parra et Narvaez.
Après avoir été battu deux fois en championnat du monde des mouches, Asloum perd alors du poids afin de descendre d'une catégorie et de repasser chez les mi-mouches, on parle dans la presse de 12 kilogrammes, mais la frontière entre les mi-mouches et les mouches est tellement mince qu'Asloum n'a pas perdu ce poids pour faire les mi-mouches en particulier, mais tout simplement pour combattre à son poids habituel. Finalement, il remporte une ceinture mondiale le 8 décembre 2007 à 28 ans. Il est sacré champion du Monde WBA des mi-mouches après avoir battu l'argentin Juan Carlos Reveco au Cannet. Asloum gagne aux points, à l'unanimité des trois juges (116-113, 116-112, 115-113), au bout de 12 reprises et devient ainsi le premier champion olympique tricolore à réaliser le doublé avec un titre mondial. Cette victoire face à un jeune boxeur jusqu'alors très protégé ne permet pas de placer Asloum au même niveau que les autres champions du monde de la catégorie, mais le français s'est remis en selle avec ce titre.
Asloum n'a pas défendu son titre depuis de très nombreux mois, il aurait dû être destitué selon le règlement, mais les relations particulières de Louis Acariès avec la WBA lui ont permis de conserver son titre en l'affublant du titre de champion in recess (littéralement champion en repos). Le nouveau champion WBA est donc le mexicain Giovani Segura, qui était auparavant le champion par intérim.
Son unique combat depuis son sacre s'est déroulé devant Humberto Pool, un adversaire âgé et peu dangereux qui avait déjà perdu par ko devant Reveco. +
Son combat prévu en mai 2008 face au Mexicain Giovani Segura a été annulé faute d'un accord avec un diffuseur. Brahim Asloum avait signé au début de sa carrière, alors qu'il était un jeune champion olympique avec un énorme potentiel médiatique et sportif un contrat initial avec Canal + très avantageux financièrement qui prévoyait 900 000 € par combat. Ce contrat était arrivé à terme et il était alors jugé trop cher par Canal +, qui lui proposa 500 000 € pour son combat. Bien que cette somme soit particulièrement importante selon les standards de la boxe française, Brahim Asloum trouva cette somme insuffisante du fait qu'il venait de conquérir un titre mondial. Le 6 septembre 2009, il annonce sa retraite tout en attaquant Canal + en justice pour "rupture brutale de relation commerciale établie" et demande 15 millions d'euros de dommages. Le tribunal de commerce de Paris lui donnera raison et condamnera Canal + à lui verser 740 000 €. Peu auparavant, il avait tenté de monétiser lui-même son combat contre le Mexicain Humberto Pool, en vendant une diffusion pay per view sur internet à 3,80 €. Cette initiative a rencontré un succès encourageant mais a été victime de son succès et a été gâchée par des problèmes techniques qui ont contraint Brahim Asloum à rembourser les internautes.
Brahim Asloum a souffert de la comparaison avec deux autres boxeurs français qui ont boxé durant les mêmes années que lui avec de meilleurs résultats et un style plus spectaculaire : Jean-Marc Mormeck et Mahyar Monshipour,,. Sa médiatisation et les contrats passés avec Canal +, lui sont reprochés.
Brahim Asloum est l'unique champion olympique français à avoir confirmé en décrochant un titre mondial professionnel.

### Style de boxe
Brahim Asloum est un boxeur au style classique dans sa façon de boxer et également dans sa façon d’entrer en scène. Dès ses premiers combats en boxe professionnelle, il est sujet à une polémique concernant la gestion de sa carrière par son promoteur (Michel Acariès) et son entraîneur (Louis Acariès)[réf. nécessaire].
Brahim Asloum dispose d'une frappe assez sèche avec une allonge conséquente et une bonne vitesse de bras. Sa gestuelle est peu variée mais ses coups atteignent les cibles avec précision[réf. nécessaire].
Sa boxe se rapproche plus d’une « boxe pro » que d’une façon de faire de « boxe amateur » ; même si au fil de sa carrière, on note de nombreuses transformations (amélioration des mouvements de buste, recherche d’angles variés pour ses offensives, utilisation de plusieurs types de garde…). Le Français n'est pas ce qu'on peut appeler un puncheur, ses coups sont relativement peu puissants et il gagne le plus souvent aux points.
On peut conclure en disant que sa boxe s’appuie beaucoup plus sur ses dispositions naturelles que sur de véritables acquis techniques. Sa réussite, il la doit à ses aptitudes physiques et à sa clairvoyance mais, surtout, à son sens de l’adaptation et de l’exploitation du jeu adverse[réf. nécessaire].

## Homme public
En janvier 2010, il devient chroniqueur radio sur RMC dans l'émission Les Courses RMC. Consultant pour l'agence RMC Sport, Brahim Asloum est également intervenant le samedi dans les Grandes Gueules du sport.
Il est aussi manager et propriétaire de l'équipe de boxe du Paris United engagée depuis septembre 2010 dans la World Series of Boxing. Sa franchise gagne la première édition de cette nouvelle compétition le 7 mai 2011.
En janvier 2016, il rejoint l'équipe de Touche pas à mon sport ! [source secondaire souhaitée], une émission de divertissement consacrée à l'actualité sportive et diffusée sur D8. Cette émission est produite par Cyril Hanouna et présentée par Estelle Denis.
Il commente les épreuves de boxe des Jeux olympiques 2016 de Rio, des Jeux olympiques 2020 à Tokyo et des Jeux olympiques 2024 à Paris sur France Télévisions,,. La ferveur et l'enthousiasme dont il y fait preuve en 2016 sont remarqués et relayés.
En 2019, il participe à la 2e saison de  Je suis une célébrité, sortez-moi de là ![source secondaire souhaitée], sur TF1 mais abandonne lors de la cinquième émission, le mardi 6 août 2019.

## Filmographie

### Cinéma
Le 20 novembre 2013, sort Victor « Young » Perez, un film sur la vie du boxeur Young Perez, réalisé par Jacques Ouaniche. Le rôle principal y est tenu par Brahim Asloum, accompagné d’Isabella Orsini dans le rôle de Mireille Balin.

### Fiction
- 2014 : Nos chers voisins : un Noël presque parfait : un roi de l'embrouille autoproclamé

## Émissions de télévision
- 2001, 2021 et 2023 : Fort Boyard sur France 2 : candidat
- 2003 : Nice People sur TF1 : invité
- 2004 : Zone rouge sur TF1 : candidat
- 2016 : Touche pas à mon sport ! sur C8 : chroniqueur
- 2016 : Ninja Warrior, le parcours des héros sur TF1 : candidat
- 2019 : Je suis une célébrité, sortez-moi de là ! sur TF1 : candidat
- 2015, 2020 : Top Gear France sur RMC Découverte
- 2024 : Une famille en or sur TF1 : candidat
- 2025 : L’Équipe de choc sur La Chaîne L’Équipe : consultant et chroniqueur

## Décoration
- Médaille de la jeunesse, des sports et de l'engagement associatif, or (2024)[22]